# Scilla litardierei
Scilla litardierei  is een plant uit de aspergefamilie (Asparagaceae). De soort komt van nature voor in Slovenië. Hij wordt tot 15 cm hoog. De bloeiperiode valt aan het einde van de lente, in mei en juni. De soort werd in 1827 vanuit Dalmatië in Engeland geïntroduceerd.

## Synoniemen
- Scilla pratensis Waldst. & Kit. (1805), nom. illeg. non Bergeret (1803)
  - = Scilla litardierei Breistr., nom. nov. (1954)
  - = Chouardia litardierei (Breistr.) Speta (1998)
  - = Nectaroscilla litardierei (Breistr.) Trávn. (2009)
- Scilla italica Host (1827)
- Scilla amethystina Vis. (1829), nom. illeg. non Salisb. (1796)

## Tuin
Een cultivar voor in de tuin is 'Orjen'. Men plant deze soort op een niet te zonnige, vochtige plaats. Het duurt twee of drie jaar voor de plant zich gaat verspreiden.
S. autumnalis · 
S. bifolia (vroege sterhyacint) · 
S. hyacinthoides · 
S. lilio-hyacinthus · 
S. litardierei · 
S. ×massartiana (basterdhyacint) · 
S. mischtschenkoana (streephyacint) · 
S. peruviana ·
S. sardensis (kleine sneeuwroem)
S. siberica (oosterse sterhyacint) · 
S. forbesii (grote sneeuwroem)